# Shannonomyia (Shannonomyia) cerbereana
Shannonomyia (Shannonomyia) cerbereana is een tweevleugelige uit de familie steltmuggen (Limoniidae). De soort komt voor in het Neotropisch gebied.